# Cathrine Roll-Matthiesen
Cathrine Roll-Matthiesen, née Cathrine Svendsen le 23 septembre 1967 à Porsgrunn, est une ancienne handballeuse internationale norvégienne.
Avec l'équipe nationale de Norvège, elle fait partie de l'équipe norvégienne qui a créé la surprise en remportant la médaille de bronze au championnat du monde 1986 aux Pays-Bas, ce qu'elle considère comme le point culminant de sa carrière. Cette première médaille remportée par l'équipe nordique marque le début du succès du handball norvégien puisque Svendsen et les Norvégiennes remportent deux médailles d'argent aux Jeux olympiques de 1988 et de 1992.
Avec 918 buts marqués en 233 sélections pour la Norvège entre 1985 et 1996, elle est toujours , en 2019, la troisième meilleure marqueuse de l'histoire de l'équipe de Norvège.
En clubs, elle évolue à l'IF Borg, à l'IL Vestar où elle remporte le championnat de Norvège en 1989 puis au Lunner IL. En 1994, elle rejoint le club français de l'A.L. Bouillargues. Au terme de la saison, elle termine meilleure buteuse du Championnat de France 1994-1995. Elle retourne ensuite en Norvège au Larvik HK, où elle remporte la première Coupe de Norvège du club en 1996. Elle met alors un terme à sa carrière, même si elle effectue en comeback en 1997.

## Palmarès

### Sélection nationale
Cathrine Roll-Matthiesen a participé deux fois aux Jeux olympiques :
- médaille d'argent aux Jeux olympiques de 1988
- médaille d'argent aux Jeux olympiques de 1992

Elle a également participé à quatre Championnats du monde :
- médaille de bronze du championnat du monde 1986
- 6e place du championnat du monde 1990
- médaille de bronze du championnat du monde 1993
- 4e place du championnat du monde 1995

### En club
- Vainqueur du Championnat de Norvège en 1989
- Vainqueur de la coupe de Norvège en 1996
- meilleure buteuse du Championnat de France 1994-1995